# Nikon (patriarca di Mosca)
Nikon (in russo Ни́кон?, in antico russo: Нїконъ), al secolo Nikita Minin (Никита Минин) (Valmanovo, 7 maggio 1605 – Jaroslavl', 17 agosto 1681) è stato un monaco cristiano russo, patriarca della Chiesa ortodossa russa dal 1652 al 1666.
Durante la sua permanenza al soglio di Mosca introdusse un gran numero di riforme nei testi liturgici e nelle pratiche religiose che porteranno in seguito a uno scisma, chiamato Raskol, all'interno della Chiesa stessa.

## L'ascesa al potere
Figlio di una coppia di contadini nacque il 7 maggio 1605 nel villaggio di Valmanovo, distante 90 verste (96 km o 60 miglia) da Nižnij Novgorod. La povertà afflisse il bambino fin dalla culla, temprandone il carattere; adolescente fuggì di casa, cercando rifugio dalla miseria e, autodidatta, imparò presto a leggere e scrivere. La sua preparazione giunse a un livello tale che, grazie alla protezione di alcuni mercanti moscoviti, si trasferì a 20 anni nella capitale. Qui, vedendo nella morte dei suoi tre figli un monito a dedicarsi alla vita monastica, prima persuase sua moglie a prendere il velo e quindi si ritirò in un desolato luogo eremitico sulle isole Solovetskij, nel Mar Bianco.
Dopo un litigio con il padre superiore della comunità monacale che lì viveva decise di spostarsi verso sud ma, durante il viaggio, una tempesta lo costrinse a naufragare sull'isola di Kižj, dove successivamente fondò un grande monastero. Successivamente si unì al monastero Kožezerskij, nella diocesi di Novgorod, del quale divenne egumeno nel 1643. Lì prese i voti e prese il nome di Nikon. A causa della sua posizione era solito compiere spesso verso Mosca, dove, nel 1646, fece la conoscenza del pio e impressionabile Zar Alessio, che cadde totalmente sotto la sua influenza. Alessio nominò Nikon archimandrita, del grande monastero Novospasskij di Mosca e, nel 1648, Metropolita di Novgorod la Grande. Infine (il 1º agosto 1652) fu eletto Patriarca di Mosca.

## Riforme
Al momento dell'ascesa al soglio del nuovo Patriarca il movimento riformatore vantava già numerosi sostenitori e un discreto numero di dignitari ecclesiastici, riuniti nella fazione nota con il nome di Zelatori della Pietà, avevano precedentemente svolto, sotto l'egida del Iosif, il compito di revisionare i libri di servizio liturgico, limitandosi tuttavia a correzioni di scarsissima rilevanza. L'impulso a riforme ecclesiastiche era dato alla Chiesa russa a seguito della visita del Patriarca di Gerusalemme Paisios, giunto in Russia per chiedere aiuti economici per il proprio seggio, che aveva sottolineato le differenze liturgiche tra la chiesa russa e le altre chiese ortodosse. Bollava in particolare come eretiche alcune usanze e riti. Il suo suggerimento di eliminare le differenze tra la pratica liturgica russa e quella greca trovò serie motivazioni di natura politica e pertanto fu sostenuto dallo zar e da Nikon. Queste motivazioni riguardavano soprattutto l'aspirazione degli zar russi a essere considerati i protettori e i portavoce di tutto il mondo ortodosso, nonché a passare per legittimi successori dello scomparso Impero Bizantino (in quanto sovrani dell'unico regno ortodosso del mondo). Le discrepanze rituali tra le chiese russa e greca erano in evidente contrasto con tali mire panortodosse ostacolando le relazioni con gli ortodossi non russi. Le riforme erano necessarie anche per ragioni di politica interna. Nel 1654 infatti la Russia riuscì a stabilire il proprio controllo politico sull'Ucraina Orientale compresa la città di Kiev. Siccome la pratica liturgica ucraina era diversa da quella moscovita e vicina invece alle usanze rituali greche la necessità delle riforme divenne impellente. Esse favorivano infatti l'integrazione delle terre ucraine con i territori dello Stato moscovita eliminando le differenze di natura religiosa tra le rispettive popolazioni.
Nikon, sostenendo le recriminazioni del patriarca Paisios, cercò attraverso le riforme di ampliare anche il potere patriarcale. Consultò quindi i prelati greci coevi più famosi e li invitò a Mosca per delle consultazioni. Tale incontro ebbe come effetto quello di convincere Nikon che i libri moscoviti erano eterodossi poiché infarciti di errori di traduzione posti in essere dai copisti medievali e che le icone in uso nelle chiese russe si discostavano decisamente dagli antichi modelli di Costantinopoli, essendo state corrotte dall'influenza del barocco polacco. Successive ricerche hanno tuttavia dimostrato che i messali russi discendevano da testi differenti da quelli utilizzati dai greci coevi alla riforma e, secondo gli studi dello storico Kapterev, i primi erano molto più risalenti, e quindi più "sacri" di questi ultimi. Secondo tale tesi è scorretto parlare di errori di copisti inesperti, essendo le opere allora utilizzate perfettamente rispondenti al modello originario.
Nikon riunì allora un sobor nel 1654 al fine di revisionare i libri liturgici e la maggioranza dei prelati presenti decise che si sarebbero dovuti seguire i modelli greci piuttosto che gli antichi russi. Un secondo sobor, tenutosi a Mosca nel 1656, approvò la revisione delle opere così come disposta dal primo concilio e lanciò un anatema sulla minoranza dissidente, che includeva una fazione dei Zelatori della Pietà e il Vescovo Pavel di Kolomna. Le Riforme coincisero con la grande peste che sconvolse la Russia nel 1654 e con il periodo di terrore causato dall'approssimarsi del 1666, che molti Russi credevano si sarebbe rivelato l'anno dell'apocalisse.
Sostenuti pienamente dall'autorità ecumenica, i sostenitori di Nikon perseguitarono con durezza i dissidenti. Lo schema delle riforme non includeva esclusivamente la revisione dei libri liturgici e delle cerimonie ma anche il divieto dell'uso delle vecchie icone ora eterodosse, per trovare le quali venne ordinata una ricerca casa per casa. Quando erano rinvenute i soldati avevano l'ordine di deturparne gli occhi e quindi trasportarli per tutto il paese insultandole e deridendole. Il Patriarca emise inoltre un Ukaz che stabiliva pene severe contro coloro che in futuro avessero osato realizzarne di nuove. La costruzione di chiese con la copertura a forma di tenda (di cui il maggior esempio è la Cattedrale di San Basilio) fu proibita e molti edifici di culto furono demoliti per fare spazio a nuovi, realizzati in stile "Antico bizantino". Queste imposizioni e sopraffazioni sono idonee e spiegare l'odio smisurato con il quale i Vecchi Credenti, come da allora iniziarono ad essere chiamati, considerarono Nikon e le sue riforme.

## Apice del potere e rapido declino

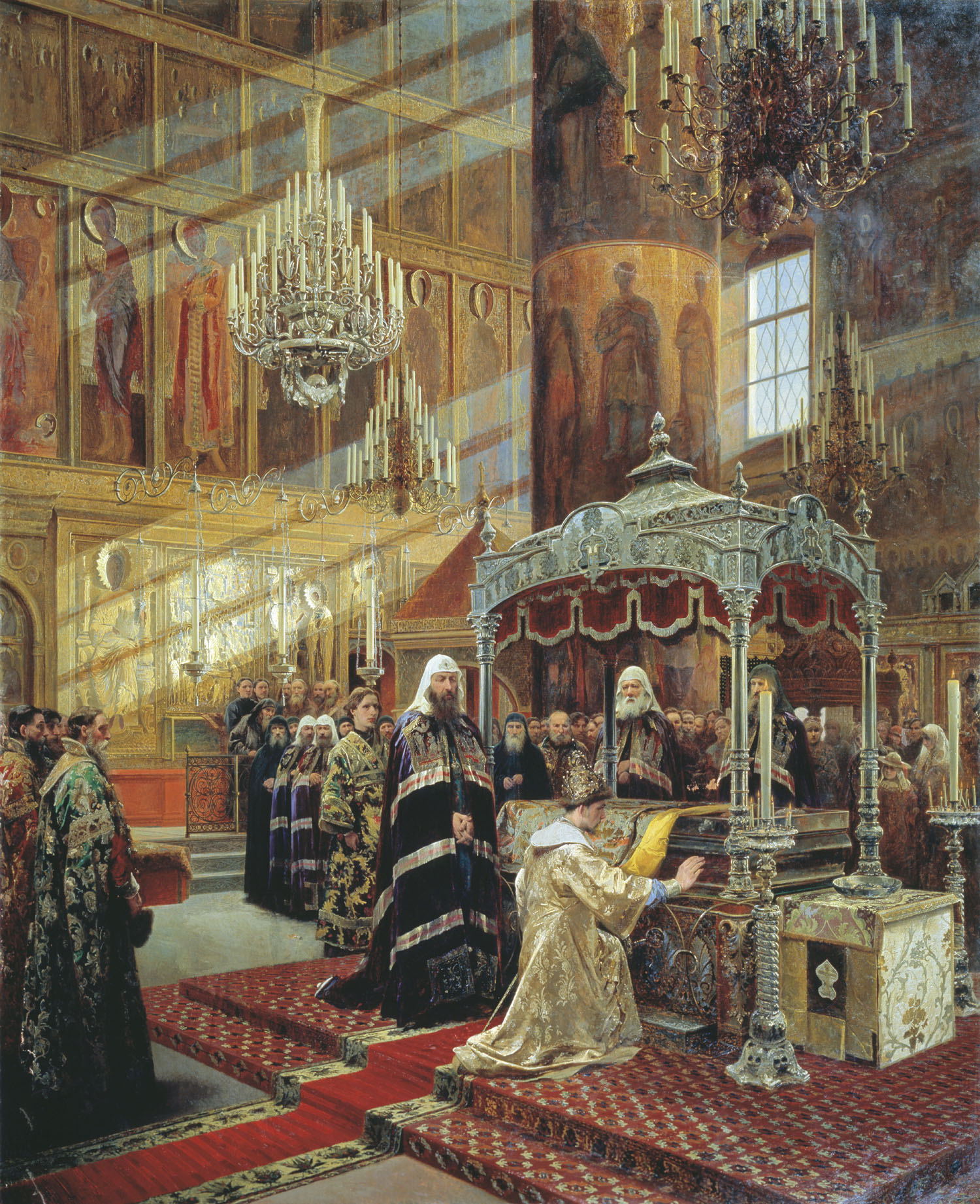
Nikon canonizzò Filippo II e trasferì le sue reliquie nel Cremlino moscovita come monito agli zar dei crimini commessi dal potere laico contro la Chiesa (dipjnto da Aleksander Litovčenko).

Dal 1652 al 1658, Nikon fu più un eguale che un ministro dello zar. Sia nelle lettere private sia nei documenti pubblici infatti gli fu concesso l'uso del titolo di "sovrano". A causa di questo potere smisurato alcuni storici sospettarono che stesse cercando di stabilire un Patriarcato nazionale, in cui il potere politico e religioso si sarebbero fusi. Arricchì i numerosi e bellissimi monasteri da lui creati con grandi biblioteche, che riempì con antichi manoscritti greci e slavi, sacri e profani, rinvenuti dai suoi emissari nella Moscovia e in Oriente.
Il suo rigore e la sua smania di potere determinarono il formarsi di un partito a lui avverso, formato da eminenti uomini di corte che nell'estate del 1658 convinsero Alessio che il potere politico patriarcale stava oscurando quello zarista. A fronte del deteriorarsi delle relazioni con lo zar, Nikon decise di rinunciare della carica di Patriarca e di ritirarsi nel Monastero dell'Ascensione (19 luglio 1658). Nel febbraio 1660 fu riunito un sobor a Mosca per far cessare il periodo di vacanza episcopale, che durava da due anni. Tale assemblea non solo ritenne valide le dimissioni di Nikon, ma decise di spogliare lo stesso del rango arcivescovile e degli ordini sacerdotali.
Tuttavia Epifanij Slavinetskij, considerato dai suoi contemporanei uno dei più grandi esperti di diritto ecclesiastico, protestò energicamente contro la seconda parte di tale decisione tanto che lo zar, per paura di compiere un peccato mortale, decise di non ratificare l'intero decreto sinodale. Per altri sei anni la Russia rimase quindi senza alcun Patriarca: ogni anno, infatti, il problema delle dimissioni di Nikon assumeva contorni più complicati e confusi. Furono consultati tutti gli esperti di religione e gerarchia ortodosse presenti nel Paese e all'estero senza tuttavia trovare una via d'uscita dalla situazione creatasi. Alla fine il tutto fu sottoposto a un concilio ecumenico che aprì i propri lavori il 18 novembre 1666 alla presenza dello zar.
Il 12 dicembre il concilio giudicò Nikon colpevole di oltraggio allo zar e a tutta la Chiesa russa, della deposizione di Pavel di Kolomna, contrario ai nuovi canoni, e di aver perseguitato e torturato i seguaci di quest'ultimo. Fu quindi condannato alla privazione di tutte le funzioni sacerdotali: da allora avrebbe dovuto essere un semplice monaco. Lo stesso giorno fu messo su una slitta e condotto al monastero di Ferapontov, situato nell'estremo nord della Russia. Il concilio che lo aveva deposto approvò tuttavia le sue Riforme e rinnovò l'anatema contro coloro che si sarebbero rifiutati di accettarle, come l'arciprete Avvakum. Nikon sopravvisse allo zar (con il quale rinsaldò i rapporti nel 1671) 5 anni e venne infine autorizzato a tornare a Mosca. Morì sulla via del ritorno, dopo aver oltrepassato il fiume Kotorosl a Jaroslavl', il 17 agosto 1681.